# John Lear
John Olsen Lear (3 de diciembre de 1942 - 29 de marzo de 2022) fue un aviador estadounidense e investigador de ovnis. Hijo del magnate de los aviones Learjet, Bill Lear, Lear estableció múltiples récords y luego voló aviones de carga para la CIA durante la era de Vietnam. En la década de 1980, comenzó a hablar de colusión extraterrestre con fuerzas gubernamentales secretas, y en la segunda mitad de la década, Lear fue "probablemente la fuente más influyente" de teorías conspirativas sobre ovnis.